# Derek Walker-Smith, Baron Broxbourne
Derek Colclough Walker-Smith, Baron Broxbourne, PC, QC, TD (* 13. April 1910; † 22. Januar 1992) war ein britischer Politiker der Conservative Party, der unter anderem zwischen 1945 und 1983 Mitglied des Unterhauses (House of Commons) sowie von 1957 bis 1960 Gesundheitsminister war. Er war zudem zwischen 1973 und 1979 Mitglied des Europäischen Parlaments. 1983 wurde er als Life Peer mit dem Titel Baron Broxbourne in den Adelsstand erhoben und gehörte dadurch zwischen 1983 und seinem Tode 1992 dem Oberhaus (House of Lords) als Mitglied an.

## Leben

### Rechtsanwalt, Offizier und Unterhausabgeordneter
Derek Colclough Walker-Smith, Sohn des Rechtsanwalts und Unterhausabgeordneten Jonah Smith Walker-Smith und dessen Ehefrau Maud Coulton Hunter, absolvierte nach dem Besuch der Rossall School ein Studium am Christ Church der University of Oxford, das er 1931 mit einem Bachelor of Arts (B.A.) beendete. Nach einem Studium der Rechtswissenschaften erhielt er 1934 seine anwaltliche Zulassung als Barrister bei der Anwaltskammer (Inns of Court) von Middle Temple. Er war 1934 zudem Mitglied des Beratungskomitees für Kommunalverwaltung. Während des Zweiten Weltkrieges diente in der Royal Artillery der Territorialarmee, in der er zuletzt zum Oberstleutnant befördert und mit einer Territorial Decoration (TD) ausgezeichnet wurde.
Bei den Wahlen vom 5. Juli 1945 wurde Walker-Smith für die Conservative Party erstmals zum Mitglied des House of Commons gewählt und vertrat in diesem bis zum 26. Mai 1955 den Wahlkreis Hertford. Er löste 1951 Arnold Gridley, 1. Baron Gridley als Vorsitzender des einflussreichen, aus den Hinterbänklern (Backbencher) der konservativen Tories bestehenden 1922-Komitee ab und übte diese Funktion bis 1955 aus, woraufhin John Granville Morrison seine Nachfolge antrat. Bei den Wahlen vom 26. Mai 1955 wurde wieder zum Unterhausmitglied gewählt und vertrat dort bis zum 9. Juni 1983 den neuen Wahlkreis Hertfordshire East. Er wurde für seine Verdienste als Rechtsanwalt 1955 zum Kronanwalt (Queen’s Counsel) ernannt und fungierte zwischen 1956 und 1957 als Wirtschaftssekretär des Schatzamtes (Economic Secretary of the Treasury). Danach bekleidete er vom 16. Januar bis zum 17. September 1957 den Posten als Staatsminister (Minister of State) im Handelsministerium (Board of Trade) und wurde als solcher am 19. Januar 1957 auch Mitglied des Geheimen Kronrates (Privy Council).

### Gesundheitsminister, Mitglied des Europäischen Parlaments und Oberhausmitglied
Im Kabinett Macmillan übernahm Derek Walker-Smith im Anschluss von Dennis Vosper am 17. September 1957 den Posten als Gesundheitsminister (Minister of Health) und hatte diesen bis zu seiner Ablösung durch Enoch Powell am 27. Juli 1960 inne. Am 18. Juli 1960 wurde er in der Baronetage of the United Kingdom zum erblichen Baronet, of Broxbourne in he County of Hertford, erhoben. Er war zudem zwischen 1973 und 1979 Mitglied des Europäischen Parlaments. 
Nach seinem Ausscheiden aus dem Unterhaus wurde Walker-Smith durch ein Letters Patent vom 21. September 1983 als Life Peer mit dem Titel Baron Broxbourne, of Broxbourne in the County of Hertfordshire, in den Adelsstand erhoben und gehörte dadurch zwischen 1983 und seinem Tode 1992 dem House of Lords als Mitglied an.
Am 26. Mai 1938 heiratete Derek Walker-Smith Dorothy Etherton, Tochter von Hauptmann Louis John Walpole Etherton. Aus dieser Ehe ging sein Sohn John Jonah Walker-Smith hervor, der bei seinem Tod am 22. Januar 1992 den Titel als 2. Baronet erbte, sowie die beiden Töchter Deborah Susan Walker-Smith und Berenice Mary Walker-Smith.

## Veröffentlichungen
Neben seiner anwaltlichen und politischen Tätigkeit verfasste Derek Walker-Smith mehrere Sachbücher, darunter Biografien von Neville Chamberlain, Charles Darling, 1. Baron Darling und Edward George Clarke. Zu seinen Werken gehören:
- The life of Lord Darling, 1938
- Neville Chamberlain, 1939
- The life and famous cases of Sir Edward Clarke, 1942
- The case for a European Ombudsman, 1978
- The standard forms of building contract, 1984